# Lý vương phi (Minh Mục Tông)
Hiếu Ý Trang Hoàng hậu Lý thị (孝懿莊皇后李氏; 1530 - 1558), nguyên là Lý Vương phi (李王妃), là Chính thất Vương phi của Minh Mục Tông Chu Tái Kỵ khi ông còn là Dụ vương (裕王). Bà mất trước khi Tái Kỵ đăng cơ, sau được Minh Thần Tông truy phong làm Hoàng hậu.

## Tiểu sử
Lý thị nguyên quán ở huyện Xương Bình, Bắc Kinh. Cha là Lý Minh (李铭), bà sinh vào triều đại của Minh Thế Tông.
Năm 1553, Lý thị được ban hôn với Dụ vương Chu Tái Hậu, được phong vị Dụ vương phi (裕王妃). Hai năm sau, Lý Vương phi hạ sinh cho Dụ vương người con trai đầu lòng, tên là Chu Dực Dặc (朱見深). Tiếc thay, đứa con này lên 4 tuổi thì chết yểu, Dụ vương và Vương phi đau buồn khôn xiết. Sau khi đăng cơ, ông truy phong cho đứa con yểu mệnh này là Hiến Hoài Thái tử (宪怀太子). Lý Vương phi còn hạ sinh tiếp người con gái đầu lòng của Dụ vương và một người con trai nữa nhưng đều chết khi chưa đầy 1 tuổi.
Năm 1558, Lý Vương phi qua đời khi còn khá trẻ.
Năm 1567, Minh Thế Tông băng hà, Dụ vương Chu Tái Hậu lên ngôi, lấy niên hiệu Long Khánh (隆慶), tức Minh Mục Tông. Sau khi lên ngôi, ông truy phong bà là Hiếu Ý Hoàng hậu (孝懿皇后), phong cho cha của Lý hậu làm Đức Bình bá (德平伯). Ngoài ra, ông cũng truy phong cho những đứa con xấu số chết yểu của mình.
Đến đời Minh Thần Tông thêm tự vào thụy hiệu, truy tôn là Hiếu Ý Trinh Huệ Thuận Triết Cung Nhân Lệ Thiên Tương Thánh Trang Hoàng hậu (孝懿贞惠顺哲恭仁俪天襄圣莊皇后), gọi tắt là Hiếu Ý Trang Hoàng hậu (孝懿莊皇后).

## Hậu duệ
Tất cả những người con của Lý Hoàng hậu đều qua đời khi còn nhỏ
- Trưởng tử Chu Dực Dặc (朱見深; 15 tháng 10, 1555 - 11 tháng 5, 1559), truy phong Hiến Hoài Thái tử (宪怀太子)
- Nhị tử Chu Dực Linh (朱翊鈴; trước 1558), truy phong Tĩnh Điệu vương (靖悼王)
- Bồng Lai Công chúa (蓬莱公主; 1557), không rõ tên